# Hellas (byzantinisches Thema)
Das Thema von Hellas (altgriechisch θέμα Ἑλλάδος) war ein byzantinisches Thema, das sich im südöstlichen Griechenland befand. Das Thema umfasste Gebiete in Zentralgriechenland, Thessalien und, bis etwa 800, die Peloponnes. Es wurde im späten 7. Jahrhundert eingerichtet und bestand bis ins 12. Jahrhundert.

## Geschichte
Hellas war als Begriff bereits im 6. Jahrhundert im Gebrauch, um das südliche Griechenland in administrativer Hinsicht zu beschreiben, z. B. wird es im Synekdemos als alternativer Name für die römische Provinz Achaea gebraucht. Im 7. Jahrhundert erlaubte der Zusammenbruch des Donaulimes den Slawen es, fast die ganze Balkanhalbinsel zu plündern und zu besiedeln. In Griechenland konnten sich slawische Verbände so ungestört ansiedeln, da das Byzantinische Reich mit der Abwehr der islamischen Expansion im Osten beschäftigt war. Ein Großteil der griechischen Bevölkerung floh in befestigte Rückzugsorte oder nach Italien.
Das Entstehen des Themas von Hellas wird auf die Jahre zwischen 687 und 695 datiert, während der Herrschaft des Kaisers Justinian II. (regierte 685–695 und 705–711). Es ist wahrscheinlich ein Ergebnis seines Feldzuges gegen die Slawen 688/689. Der erste Strategos von Hellas ist 695 belegt: Leontios, ehemaliger Strategos des Anatolikon, der nach der Schlacht von Sebastopolis beim Kaiser in Ungnade gefallen war. Obwohl zeitgenössische Quellen vor dem 8. Jahrhundert den Begriff strategia („Generalität“), und nicht „Thema“, für Hellas verwenden, ist es sehr wahrscheinlich, dass Hellas wie alle anderen Gebiete des Reiches zu einem Thema organisiert wurde, das das Gebiet der alten römischen Provinz Achaea umfasste, soweit es sich noch in byzantinischer Gewalt befand. Die ursprüngliche Ausdehnung des Themas ist umstritten, dürfte sich aber auf die byzantinisch gehaltene Ostküste von Zentralgriechenland und Teile von Thessalien beschränkt haben, eventuell auch die östliche Peloponnes, sowie einige ägäische Inseln wie Skyros und Kea. Es ist unklar, ob Athen oder Theben die ursprüngliche Hauptstadt des Themas war; wahrscheinlicher erscheint Theben, das diese Rolle mit Sicherheit im 10. Jahrhundert erfüllte. In der zweiten Hälfte des 10. Jahrhunderts wurde der Sitz des Strategos nach Larissa verlegt.
Da es dem Thema an einem weiträumigen Hinterland mangelte, war es ursprünglich wohl maritim ausgerichtet. Kaiser Justinian II. siedelte dort einige tausend Marada an, die einige örtliche Garnisonen stellten. Die Zahl der Landeinheiten blieb während des ganzen Bestehens des Themas wahrscheinlich gering. Die Flotte von Hellas spielte eine wichtige Rolle in der anti-ikonoklastischen Revolte von 726/727 unter dem Gegenkaiser Kosmas. Im Verlauf des 8. Jahrhunderts dehnte sich die byzantinische Kontrolle wieder schrittweise über das Festland aus. Die ansässigen Slawen wurden christianisiert und byzantinischer Kontrolle unterworfen, behielten aber oftmals ihre eigenen Archontes. Dieser Prozess wurde in den 740ern durch eine weitere Ansiedlungswelle von Slawen zwar unterbrochen, aber nicht aufgehalten. Der Feldzug des Staurakios im Jahr 783 stellte die kaiserliche Oberhoheit auf der Peloponnes und in Nordgriechenland wieder her. Dies führte dazu, dass sich die Peloponnes abspaltete und um das Jahr 800 ein eigenes Thema bildete.
Während des 9. und frühen 10. Jahrhunderts litt Hellas unter sarazenischen Piraten, besonders nach der Eroberung Kretas durch die  Araber in den 820ern (siehe Emirat von Kreta), und durch wiederholte bulgarische Raubzüge unter Zar Simeon I. (regierte 893–927), die sogar die Peloponnes erreichten. Trotzdem zeigt Hellas, wie das restliche Griechenland, ab dem 9. Jahrhundert Zeichen größeren Wohlstands, wie die Gründung neuer Städte und dem Einführen neuer Produktionszweige (am bekanntesten ist hier die Seidenindustrie in Theben). Die bulgarische Bedrohung erneuerte sich unter Zar Samuil, der 987 Thessalien besetzte und mehrere Raubzüge nach Zentralgriechenland und in die Peloponnes unternahm, bis er in der Schlacht von Spercheios im Jahr 997 besiegt wurde. Danach erlebte Hellas eine Periode längeren Friedens, nur unterbrochen durch Plünderungen im Zuge des Aufstands von Peter Deljan (1040–1041) und den erfolglosen normannischen Attacken auf Thessalien 1082–1083.
Während des 10. und 11. Jahrhunderts wurden Hellas und die Peloponnes meist von einem einzigen Strategos befehligt, und in dem Maße, in dem die Bedeutung der zivilen Verwaltung zunahm, galt dasselbe auch in diesem Bereich, so dass ein Protonotarios, Praetor und  Krites für beide Themen ernannt wurde. Thessalien scheint zwischen dem frühen 11. und 12. Jahrhundert dem Thema von Thessalonike beigefügt worden zu sein. Gegen Ende des 11. Jahrhunderts kamen die vereinigten Themen von Hellas-Peloponnes unter den Befehl des Megas Doux, dem Großadmiral der byzantinischen Flotte. Da dieser aber nicht im Thema residierte, verblieb die örtliche Verwaltung beim Praetor. Das Gebiet von Hellas verblieb bis 1204 unter byzantinischer Kontrolle, bis es infolge des Vierten Kreuzzugs unter die Herrschaft der lateinischen Königreiche von Thessalonike und Athen geriet.